# Heinrich-Henne-Medaille
Die Heinrich-Henne-Medaille ist eine Auszeichnung der Vereinigung zur Förderung des Deutschen Brandschutzes.
Die Stiftung der Heinrich-Henne-Medaille erfolgte im Jahr 1962. Namenspatron ist Heinrich Henne (1865–1945), der als Mitbegründer der technischen Brandschutzforschung gilt. Die Medaille ist eine nicht tragbare Auszeichnung und hat in der derzeitigen Version einen Durchmesser von 38 mm. Ihre Verleihung erfolgt als besondere Ehrung an Persönlichkeiten, die sich durch hervorragende wissenschaftliche, technische oder praktische Leistungen auf dem Gebiet des Brandschutzes besonders ausgezeichnet haben. Über die Verleihung wird eine Urkunde ausgestellt. Mit der Auszeichnung ist die Ehren-Mitgliedschaft in der vfdb enthalten.
Die Vorderseite der Medaille zeigt das Kopfporträt Hennes mit dessen Namenszug und seine Lebensdaten Heinrich Henne 1865–1945. Die Rückseite zeigt dagegen mittig eine Flamme mit der Inschrift: Für hervorragende Verdienste um die technisch-wissenschaftliche Entwicklung des Brandschutzes VFDB 1962.

## Träger
- 1962: August Ortloph, J.P Fackler
- 1963: Alfred Bachert
- 1964: R. Schubert, D.I. Lawson
- 1965: Carl-Dietrich Beenken
- 1967: Horst Seekamp
- 1968: Friedrich Kaufhold
- 1969: Franz Stadler
- 1970: Oskar Herterich
- 1971: Hans Brunswig
- 1972: Hanns-Dieter Spohn, Gerhard Lehmann
- 1973: Albert Bürger, Josef Holaubek
- 1974: Paul Schnell, Erhard Schmitt
- 1975: Friedrich Emmrich, Max Gretener
- 1976: Theodor Kristen
- 1978: Volker Aschoff, Otto Vossen
- 1979: Karl Kordina
- 1980: Alfons Herpol
- 1981: Charles Brauers
- 1982: Philip Thomas
- 1983: Joachim Zehr
- 1984: Gunnar Haurum
- 1986: Friedrich Wilhelm Hehenwarter
- 1988: Karl Seegerer
- 1990: Wolfram Becker
- 1991: Claus Meyer-Ottens
- 1994: Paul Gerhard Seeger
- 2000: Heinz Luck
- 2002: Hans Hölemann
- 2004: Dietmar Hosser
- 2007: Reinhard Grabski
- 2014: Dieter Brein
- 2018: Ulrich Krause
- 2019: Klaus Steinbach
- 2022: Gesine Hofinger
- 2024: Uli Barth

## Quelle
- Medaillenträger bis 2019, abgerufen am 27. Dezember 2022
- Pressemeldung zur vfdb-Fachtagung 2022
- 70 Jahre vfdb (Liste immer am Ende der Unterseiten)